# Erlon Silva
Pour les articles homonymes, voir Silva.
Erlon Silva est un céiste brésilien né le 23 juin 1991 à Ubatã spécialisé dans la course en ligne.
Il participe en 2012 aux jeux olympiques de Londres en C2 1000 mètres avec Ronilson Oliveira où il sera éliminé en demi-finale même s'il avait réalisé le deuxième temps de sa série.
En 2016, il remporte cette fois-ci avec Isaquias Queiroz la médaille d'argent en C2 1000 mètres aux Jeux olympiques d'été de 2016 à Rio de Janeiro, un an après avoir été sacré lors championnats du monde de 2015 à Milan.